# Aïnhoa Risacher
Aïnhoa Risacher (* 13. Juli 2007 in Neuilly-sur-Seine) ist eine französische Basketballspielerin.

## Werdegang
Risacher spielte als Jugendliche zunächst beim Verein Téo Basket in Tassin-la-Demi-Lune, danach ebenfalls im Großraum Lyon bei Écully Basket. 2021 wechselte sie an die in Lyon gelegene, von Tony Parker betriebene Basketballakademie. 2023 bestritt Risacher für ASVEL Féminin ihren ersten Einsatz in der ersten französischen Liga. Bei der im selben Jahr ausgetragenen U16-Europameisterschaft wurde Risacher als beste Spielerin des Turniers ausgezeichnet. Sie gewann die EM mit der französischen Auswahl, was ihr ebenfalls 2022 gelungen war.

### Erfolge
- U16-Europameisterin 2022, 2023
- Beste Spielerin der U16-Europameisterschaft 2023

## Familie
Mit ihrem Entschluss, Basketball auf Leistungsebene zu betreiben, folgte Aïnhoa Risacher den Karrierewegen ihres Bruders Zaccharie Risacher und ihres Vaters Stéphane Risacher.